# Marie Madeleine (Raphaël)
Pour les articles homonymes, voir Marie-Madeleine.
Marie Madeleine est un tableau réalisé par le peintre italien Raphaël vers 1505. Cette huile sur panneau de bois de peuplier est une peinture chrétienne qui représente Marie Madeleine en buste sur fond noir, le modèle de la disciple de Jésus-Christ étant Chiara Fancelli, l'épouse du Pérugin, auquel est attribué une oeuvre similaire se trouvant à la galerie Palatine, qui lui a été attribué après de nombreuses attributions successives. Elle représente le même sujet vers 1500, Sainte Marie-Madeleine.

## Histoire
L'œuvre fait partie d'une collection privée française, les propriétaires l'ayant achetée via Internet à une galerie londonienne pour seulement 34 000 euros, avant qu'elle ne soit attribuée au maître par des experts fin octobre 2023. Sa trace était perdue depuis sa mention dans des archives de 1631 à Urbino, ville natale de Raphaël.
Après son identification, la peinture est exposée au grand public pour la première fois dans la basilique Sainte-Marie-Madeleine, à Saint-Maximin-la-Sainte-Baume, dans le Var, durant un mois à compter du 20 avril 2024. Cette date marque également la fin de travaux de rénovation du lieu de culte, où se trouve le tombeau de la sainte.

### Origine
Une partie de l’historique de la provenance du portrait en buste de Sainte Marie-Madeleine peinte par Raphaël a pu être retracée. Dans les archives de l’État de Pesaro, un acte notarié daté de 1565 mentionne une Marie-Madeleine de Raphaël et son autoportrait, qui se trouve aujourd’hui au musée des Offices, comme appartenant à la famille Fontana, producteurs de majoliques. La mention « une Madeleine » correspond sans doute à une Marie-Madeleine de Raphaël et « Raphaël d’Urbino » à son autoportrait. Deux œuvres que l’on retrouve, des décennies plus tard, dans la collection du duc d’Urbino comme l’indique l'inventaire de 1623 de la garde-robe du Duc Della Rovere. Dernière descendante de la famille Della Rovere, Vittoria Della Rovere hérita en 1631 de la collection d'œuvres d'art de son grand-père. À cette époque, la Sainte Marie-Madeleine de Raphaël figurait encore dans l'inventaire du Palais ducal d'Urbin . La collection fut ensuite envoyée à Florence où Vittoria, épouse de Ferdinand II de Médicis, résidait. Un autre inventaire des œuvres transférées d'Urbino à Florence a été dressé. La liste comprend toujours la Sainte Marie-Madeleine de Raphaël d'Urbino, caisse n°81, ainsi qu’une copie dans la liste des œuvres transférées d’Urbino à Florence, caisse n°141, non mentionnée dans la liste des œuvres originales. Les archives d’État de Florence révèlent que de nombreuses œuvres ont été perdues lors du transfert d’Urbino à Florence en 1631, et que certaines ont été vendues à la même époque en vente publique. En 1647, le surintendant des affaires de la grande-duchesse Vittoria à la légation d'Urbino, Averardo Ximenes, fut chargé de dresser un inventaire comprenant les biens allodiaux de la grande duchesse. C'est pourquoi il demanda à Pavolozzi une copie des inventaires dressés par lui en 1631 à Urbino. Pavolozzi écrit que, même si beaucoup de temps s'est écoulé (16 ans), il rappelle qu'une partie des marchandises avait été envoyée à Florence dans 268 caisses, tandis que d'autres marchandises avaient été vendues publiquement à plusieurs enchérisseurs « dans la grande salle ». Une autre partie fut en revanche donnée par ordre du Maître Sérénissime à la duchesse Livie le 27 juin 1631. Il termine la lettre en disant qu'en cas de besoin, il fournirait une copie de l'inventaire qu'il avait heureusement conservé, même s'il est très long. La lettre, signée par Flavio Pavolozzi, est datée de Rome le 23 octobre 1647. Averardo Ximenes rédigea un inventaire, daté du 23 octobre 1648, qui se trouve  dans les archives de l’État de Florence, dans le fonds Miscellanea Medicea.
Acquis dans une galerie anglaise, il avait été conservé dans une collection privée du nord de Londres avant de réapparaître dans une vente publique dans le Surrey. Pourtant, il fut initialement catalogué comme une œuvre du XIXe siècle en raison du parquetage ajouté à l’arrière du panneau de peuplier. Aminci à quelques millimètres, ce détail trompa la maison de vente, conduisant à une datation erronée. Mais un galeriste, reconnut dans ce panneau et son exécution la main d’un grand maître. Il réattribua l’œuvre à l’école de Léonard de Vinci, et c’est de cette manière que les collectionneurs français l’acquirent.

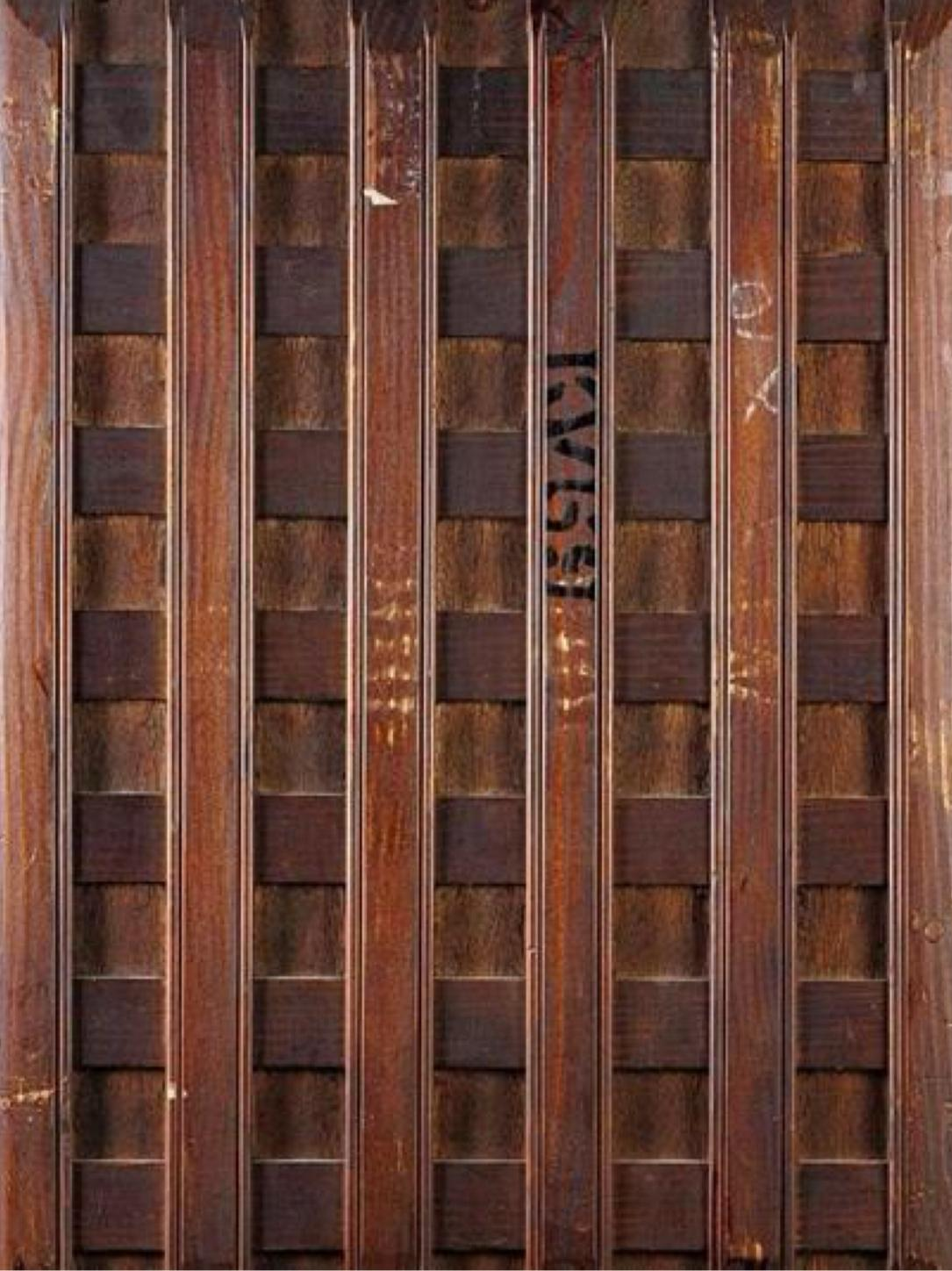
Parquetage de Marie Madeleine de Raphaël

## Thème
L'œuvre illustre un thème de l'iconographie chrétienne, celui de la sainte Marie-Madeleine, une disciple de Jésus de Nazareth

## Description
Marie-Madeleine est représentée en  buste tournée des trois-quarts vers la gauche en méditation, le regard rêveur, dirigé obliquement sur la droite.
La figure émerge d'un fond sombre avec des tons doux et modulés rappelant le sfumato de Léonard de Vinci tandis que la pose, les mains appuyées sur un parapet imaginaire est inspirée des œuvres flamandes, en particulier celles de Hans Memling.
Les détails sont finement représentés comme la veste bordée d'une pelisse, rendue par des très fins traits de pointe de pinceau et les dessins du décolleté et de la manche gauche.
La sainte porte une fine auréole dorée.
L'œuvre est comparable à La Vierge à l'Enfant entre les saints Jean-Baptiste et Catherine d'Alexandrie du Louvre, avec le même fond sombre et attribuée à la même époque.

Le Pérugin, Marie-Madeleine, vers 1500 – Galerie Palatine, Florence.

## Analyse
Le tableau est stylistiquement proche de l'effigie de Marie, inspiré par celui de Chiara Fancelli.
Contrairement aux représentations picturales dans l'art sacré, où Marie-Madeleine est très souvent représentée dénudée, avec les cheveux longs et dénoués, comme les prostituées de Palestine ici le peintre la peint à l'identique d'une Vierge dans une pose imposant la respectabilité.